# HeroQuest
HeroQuest är ett fantasy-brädspel för två till fem spelare som utspelar sig i samma värld som Warhammer. En av spelarna är Den Mörke Herren och tyglar monster som till exempel orker, fimirer och den fruktade skräckmasken. De övriga spelarna spelar någon av de fyra karaktärerna: Barbaren, Dvärgen, Alven och Trollkarlen, vilka alla har olika specialförmågor. Barbaren är en mycket stark krigare, Dvärgen kan ta bort fällor, Alven är en krigare med vissa magiska talanger och Trollkarlen är en mästare på besvärjelser.
De fyra karaktärerna kämpar tillsammans för att fullfölja uppdrag (Melars Labyrint, Kaos Bastion m.fl.), medan Den Mörke Herren försöker att hindra dem från att lyckas. Under äventyren hittar spelarna mäktiga skatter som till exempel Karlens Rustning.
Spelet gavs ut för första gången ca 1989 av Milton Bradley och Games Workshop, men tillverkas inte längre.
Andra liknande spel är SpaceHulk, Drakriddarna och Kampen om citadellet.